# Kościół Wniebowzięcia Najświętszej Maryi Panny w Czarnocinie
Kościół Wniebowzięcia Najświętszej Maryji Panny w Czarnocinie
Budowla zlokalizowana jest na wzgórzu, orientowana, murowana i otynkowana. Kościół jest jednonawowy z węższym od nawy, dwuprzęsłowym prezbiterium zamkniętym wielobocznie, przy którym znajduje się zakrystia.

## Historia
Pierwszy gotycki kościół wzmiankowany jest w 1326. Nową, obecną murowaną budowlę wzniósł w 1360 Otton z Mstyczowa herbu Lis (zmarł 1366), kanclerz wielkopolski, kanonik krakowski, sandomierski i opolski, prepozyt skalbmierski i gnieźnieński, jeden z najbliższych współpracowników króla Kazimierza Wielkiego. Do ok. połowy XVII wieku kościół był pod wezwaniem Najświętszej Maryi Panny, a następnie do czasów obecnych pw. Wniebowzięcia Najświętszej Maryi Panny. W 1557 został sprofanowany przez kalwina Pawła Sancygniowskiego i zamieniony na zbór. Od początku XVII wieku ponownie przejęty przez katolików. W 1758 budowla spłonęła, ale została odbudowana, a w latach 1882–1885 gruntownie odnowiona. W 1885 wybudowano zakrystię.
Od zachodu znajduje się gotycka czworoboczna wieża, od południa przy nawie kruchta z 2 poł. XIX wieku. Wieża uszkodzona została w 1824, którą odbudowano w 1882. Jest to ciosowa budowla na planie kwadratu, z kruchtą w przyziemiu. Ma okno i kilka otworów strzelniczych ostrołukowych. Ostatnia kondygnacja (z 2 poł. XIX w.) oddzielona gzymsem. Ołtarz główny, dwa boczne i ambona w stylu rokokowym z ok. poł. XVIII wieku. Ołtarz główny z figurą Chrystusa Pana. W bocznych ołtarzach znajdują się obrazy: w lewym św. Anny z Joachimem i NMP (XIX w.), w prawym św. Trójcy (XVIII w.) oraz św. Antoniego Padewskiego z 1764. Ołtarz główny został gruntownie odnowiony w lecie 2009, w 2010 rozpoczęły się prace odnawiające ołtarzy bocznych.
Po II wojnie światowej przeprowadzono gruntowny remont organów. W latach 1997–1998 zmieniono pokrycie dachu z gontowego na blachę miedzianą, a w 2008 wymalowano wnętrze kościoła. Wewnątrz znajdują się epitafia pochodzące z XVIII-XIX wieku.
Kilkanaście metrów od kościoła stoi drewniana dzwonnica z drugiej połowy XVIII wieku. Nieco dalej plebania zbudowana w okresie międzywojennym na wzór dworku rodziny Ludwika Slaskiego z Turnawca, a także pomnik papieża Jana Pawła II postawiony w 2007.
Budynek kościoła oraz cmentarz kościelny zostały wpisane do rejestru zabytków nieruchomych (nr rej.: A.177/1-2 z 20.01.1933, z 11.11.1947 i z 11.02.1967).

## Małopolska Droga św. Jakuba
Kościół znajduje się na odnowionej trasie Małopolskiej Drogi św. Jakuba z Sandomierza do Tyńca, która to jest odzwierciedleniem dawnej średniowiecznej drogi do Santiago de Compostela i związana jest z pielgrzymowaniem do grobu św. Jakuba.